# Clase dirigente
Clase dirigente o clase dominante es la clase social que decide la política y la economía de una sociedad determinada.
La clase dirigente es un particular sector de la clase alta que se adhiere a circunstancias muy específicas: Tiene tanto la mayor parte de la riqueza material como la más amplia influencia sobre las otras clases, y escoge ejercer activamente ese poder para marcar las directrices de una localidad, país, o del mundo entero. La mayor parte de la clase alta no encajaría en esa descripción, aunque sí una parte.
Los grupos más estables entre los animales sociales, incluyendo al hombre, tienen una clase dirigente visible e invisible. Los que toman las decisiones en el grupo pueden cambiar de acuerdo con el tipo de decisión o el tiempo de observación. Por ejemplo, se suele asumir que las sociedades modernas fueron patriarcales y que los más ancianos tomaban las decisiones.
El sociólogo C. Wright Mills argumentaba que la clase dirigente difiere de la élite de poder. Esta última simplemente se refiere al pequeño grupo de personas que tiene el mayor poder político. La mayor parte son políticos, directivos de empresas y líderes militares.
El concepto de clase dirigente tiende a usarse de forma peyorativa, marcando su poco respeto por los derechos y la situación social de las clases inferiores.

## Según el feudalismo
En el feudalismo durante la Edad Media había tres estamentos: nobleza, clero y pueblo llano. El primero era la nobleza seguida al clero, las cuales eran familias adineradas por herencia de sangre y título que contaban con sus propios vasallos y súbditos y de las que se incluían la familia real.
Su decadencia empezó al comienzo de la Edad Moderna y terminó en la Edad Contemporánea con la Revolución Francesa.

## Según el capitalismo
Normalmente la clase social del capitalismo es la burguesía, es decir los que controlan el dinero. La burguesía se suele componer de médicos, científicos, abogados, empresarios o profesores. 
El sistema capitalista proviene de la Edad Media, pero no se implantó cómo sistema social hasta el siglo XVII en Inglaterra dando paso un siglo después a la futura Revolución Industrial.

## Según el marxismo
En el término del materialismo histórico (marxismo), clase dirigente (muy habitualmente utilizado en plural: clases dirigentes) se refiere al segmento o clase social (o agrupación de clases) dentro de la formación económico-social que acumula la mayor parte del poder económico, y sólo en segundo lugar el político. En el modo de producción capitalista, la clase dirigente son los capitalistas, denominados también burguesía, y se definen por poseer y controlar los medios de producción a través de los cuales dominan y explotan a la clase trabajadora, de la que extraen la plusvalía, la base de su beneficio y renta. La renta de la propiedad (de la tierra o del capital) puede ser usada para la acumulación del capital, y acumular más poder, para extender aún más su dominación de clase.
El poder económico de una clase le proporciona un extraordinario poder político, tanto que el estado o las políticas del gobierno siempre reflejan los intereses percibidos de esa clase. Esa relación se formula como la determinación de la superestructura político-ideológica por la estructura económica y social, y ha sido objeto de matizaciones críticas dentro del mundo intelectual marxista, en un sentido menos determinista.
El marxismo utiliza el concepto de dictadura del proletariado, la cual la clase obrera sustituye a la burguesía cómo clase dominante.

## Según el anarquismo
Para los anarquistas, las élites dirigente, políticas y/o económicas surgen no de la economía sino del poder de coaccionar (poder público). El poder coactivo sobre las personas proviene de cualquier institución involuntaria, por tanto para los anarquistas, son los grupos que imponen por la fuerza un sistema e impiden a otros ejercer libremente su voluntad los que forman una clase dirigente. Así el origen de las castas plutocráticas y burocráticas, por ejemplo, no surgen en principio de la acumulación de la propiedad sino esencialmente del control del Estado, que utilizan inevitablemente para su beneficio a través de privilegios gubernamentales. 
La base misma del Estado es el monopolio (para los anarquistas, imposición) de la justicia y la seguridad, al que este nos obligaría.

## Clase dirigente y distopía
Hay varios ejemplos de películas, novelas y series de televisión que pueden incluirse en el género de la distopía (o utopía negativa), que presenta escenarios sombríos ligados al control opresivo de una clase dirigente sobre la sociedad. En la novela Brave New World (Un mundo feliz) de Aldous Huxley, todos son clasificados por su constitución genéticamente determinada, y los Alfa son la clase dirigente. 1984, de George Orwell, muestra un mundo controlado por el ubicuo Big Brother. La novela del fundador de la cienciología marciana, L. Ron Hubbard, Battlefield Earth, habla de la imposición de una clase dirigente extraterrestre, los Psychlohgnas.
En películas más recientes se insiste en tratamientos similares, como Gattaca o V de Vendetta. The Ruling Class es una comedia que no tiene que ver con este género, sino con la situación de los señores feudales.